# Pietro De Marchi
Pietro De Marchi (geboren 30. Mai 1958 in Seregno)  ist ein italienischer Literaturwissenschaftler und Lyriker.   

## Leben
Pietro De Marchi studierte Literatur an der Universität Mailand und wurde 1992 bei Ottavio Besomi an der Universität Zürich promoviert. 2004 wurde er ebendort für Italienische Literaturwissenschaft habilitiert. Seit 2006 ist er Professeur associé für Italienische Literatur an der Universität Neuchâtel und seit 2011 Titularprofessor für Italienische Literaturwissenschaft an der Universität Zürich.
Zwischen 2006 und 2011 war De Marchi Mitglied des Beirats von Pro Helvetia.
Im Jahr 2007 erhielt er für den Gedichtband Replica einen Förderpreis der Schweizerischen Schillerstiftung, 2016 erhielt er, noch bevor das Buch überhaupt erschienen war, für La carta delle arance den Gottfried-Keller-Preis.
2020 erschien sein neustes Buch Con il foglio sulle ginocchia bei Edizioni Casagrande.

## Werke (Auswahl)
- mit Guido Pedrojetta: I libri di Dante Isella. Mailand : Scheiwiller, 1993
- mit Michelangelo Picone und Tatiana Crivelli (Hrsg.): Sciascia, scrittore europeo. Atti del Convegno internazionale di Ascona, 29 marzo-2 aprile 1993. Basel, 1994
- (Hrsg.): Francesco Bellati: Poesie milanesi. Mailand : Scheiwiller, 1996
- Parabole smorzate e altri versi (1990-99). Vorwort Giorgio Orelli. Bellinzona : Casagrande, 1999
- mit Paolo Di Stefano (Hrsg.): Per Giorgio Orelli. Bellinzona : Casagrande, 2001
- Dove portano le parole: sulla poesia di Giorgio Orelli e altro Novecento. Lecce : Manni, 2002
- Uno specchio di parole scritte: da Parini a Pusterla, da Gozzi a Meneghello. Florenz : Cesati, 2003
- Replica. Bellinzona : Casagrande, 2006
- Giorgio Orelli: Sagt es den Amseln = Ditelo ai merli : Gedichte. Ausgew. und übers. von Christoph Ferber. Mit einem Nachwort und einem Gespräch mit Giorgio Orelli von Pietro De Marchi. Zürich : Limmat, 2008
- Der Schwan und die Schaukel : Gedichte und Prosastücke 1990 - 2008.  Il cigno e l'altalena. Italienisch und deutsch. Ausgew. und übers. von Christoph Ferber. Nachwort Fabio Pusterla. Zürich : Limmat, 2009
- (Hrsg.): Silvio Guarnieri: Lavori d’autunno. San Cesario di Lecce : Manni, 2012
- La carta delle arance. 2016
  - Das Orangenpapier : Gedichte italienisch und deutsch = La carta delle arance. Übersetzung aus dem Italienischen Christoph Ferber. Zürich : Limmat Verlag, 2018 ISBN 978-3-85791-798-1

- Con il foglio sulle ginocchia. Bellinzona: Edizioni Casagrande, 2020.